# 푸바오
푸바오(중국어: 福宝, 2020년 7월 20일~)는 대한민국에서 최초로 자연 번식으로 용인 에버랜드에서 태어난 대왕판다(자이언트 판다)이다.
푸바오 이름은 행복을 주는 보물이라는 뜻으로, 팬들이 투표로 정했으며 이는 생후 100일 째에 이름을 붙였다.
2023년 7월 7일 아이바오의 출산으로 쌍둥이 여동생들을 맞이했다. 또한 쌍둥이 여동생들 이름은 에버랜드에서 공모한 이름을 추천하여, 루이바오와 후이바오로 각각 지었다. 2024년 4월 3일 에버랜드에서 중국 청두 연구기지로 이동하였다.

## 푸바오 중국 반환
푸바오는 한국에서 자연 번식으로 태어난 판다이다. 대한민국의 경우 중화인민공화국과 일종의 임대계약을 하여 중국에 비용을 지불하고, 일정 기간이 경과하면 다시 중국으로 반환한다는 계약 조건이 있다. 계약 기간이 지나면 중국 쓰촨성으로 보내야 한다. 푸바오가 한국에서 한국 사육사들과 지내면서 행복해 하는 모습을 보고 한국인들은 물론 판다를 좋아하는 다수의 중국인들 또한 판다와 사육사들의 이별을 원치 않는다고 밝혔다. 하지만 대왕 판다의 짝짓기 적령기는 3~4살이고  에버랜드 관계자는 조선닷컴에 중국 반환 논의를 진행하는 이유는 짝짓기가 원인이다. 이에 따라 푸바오 반환 일정에 대해 별도로 협의할 예정이라고 설명했다. 다만 현재까지 구체적인 계획이나 일정을 정하지 않았다. 2024년 2~4월 중 반환할 예정이다.
최종적으로 에버랜드 측은 푸바오 반환을 2024년 4월 3일 쓰촨성 대왕판다 보존연구소로 보낸다고 밝혔다. 2024년 3월 3일까지 푸바오는 일반 관람객에게 공개하고, 이후 검역을 비롯한 본격적인 반환 준비에 들어갔다.
푸바오의 반환과 관련한 질문에 왕원빈 중국 외교부 대변인은 정례브리핑에서 "푸바오는 한중간 우호적인 감정을 키우는 긍정적인 역할을 해왔으며, (반환 후에도) 한국인들이 푸바오에게 준 사랑만큼 정성스런 보살핌을 받는다"고 밝혔다.
2024년 4월 3일 오전 10시 40분에 진행함 관람객과 환송 행사를 끝으로 에버랜드 판다월드를 출발하였으며, 쓰촨 항공이 특별 화물기로 보낸 A330-200F(3U9680편)를 타고 청두로 갔다. 당초에는 오후 5시 30분 출발이었지만, 검역 및 수속 과정이 원활했는지 예정보다 1시간 빠른 오후 4시 22분에 인천을 출발했다. 중국 쓰촨성 청두시에 있는 대왕판다 보전연구소에서 생활할 예정이다.

### 학대 논란
유튜브 영상 등에서, 푸바오가 학대했다는 사실에 대한 정황을 포착했다. 지난 2024년 5월 4일부터 격리 생활을 마치고 중국판다보호연구소 워룽선수핑기지 생육원에서 새로이 지내는 푸바오 영상을 최초로 공개했다. 그러나 푸바오 학대는 관객이나 사육사 등의 학대가 제일 유력하지만, 실질적으로 철창을 붙잡고 사육사가 주는 사과를 받아먹기도하며, 방사장 내부를 돌아다니는 모습도 포착하였다. 접객으로 동원하기는 물론, 탈모 증상까지 발생했다는 의혹이 불거진 사실로 보도했다.

## 방송 출연
- SBS TV : 《TV 동물농장》, 《푸바오와 할부지》
- MBC TV : 《전지적 참견 시점》, 《다큐플렉스 - 푸바오TV 전지적 할부지 시점》, 《나 혼자 산다》
- 코미디TV (구 iHQ) : 《맛있는 녀석들》
- ACOMMZ : 안녕, 할부지[9][10][11]

## 가족
- 샹샹(5촌)
- 아이바오(엄마)
- 아이바오(어머니), 러바오(아버지)
- 루이바오(여동생)
- 후이바오(여동생)
- 룽신(친할머니), 이안위안(친할아버지)
- 신니얼(외할머니), 루루(외할아버지)
- 바이티엔/페이윈/먀오인(이모), 샹샹/샤오샤오/레이레이(5촌)
- 우강(증조외할아버지)[12]
- 잉잉(고조외할머니)[13]

## 같이 보기
관련 항목
- 대왕판다
- 톈톈 - 영국에 있었던 대왕판다로, 중국에 반환되었다.
- 강철원

방송
- 푸바오와 할부지